# Hohndorf
Hohndorf település Németországban, azon belül Szászország tartományban. Lakosainak száma 3450 fő (2023. december 31.).

## Népesség
A település népességének változása:
| Lakosok száma | 3573 | 3553 | 3441 | 3452 | 3450 |
|               | 2017 | 2019 | 2021 | 2022 | 2023 |